# Colus aurantius
Colus aurantius är en snäckart som först beskrevs av Dall 1907.  Colus aurantius ingår i släktet Colus och familjen valthornssnäckor. Inga underarter finns listade i Catalogue of Life.